# Missy Franklin

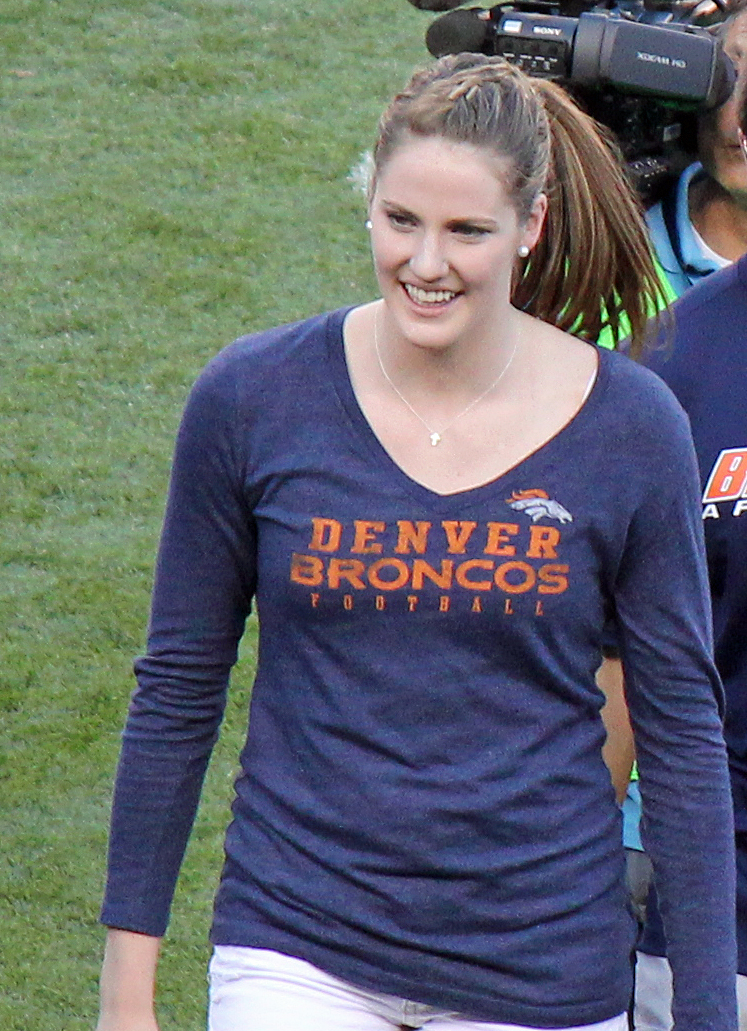
Franklin tijdens een NFL-wedstrijd van de Denver Broncos in september 2012

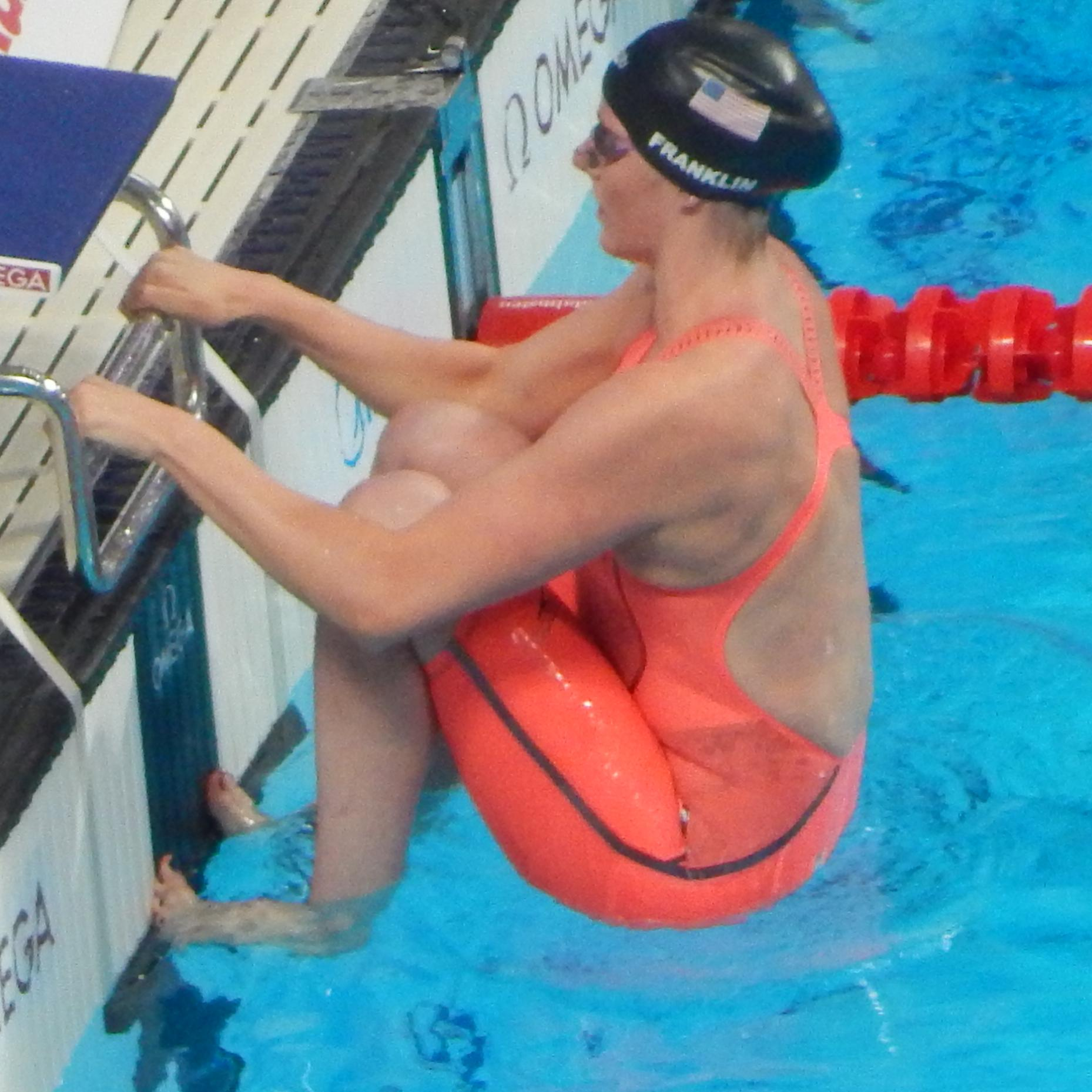
Franklin aan de start van de halve finales van de 200 meter rugslag (WK 2015)

Melissa Jeanette (Missy) Franklin (Pasadena (Californië), 10 mei 1995) is een Amerikaanse voormalig zwemster. Ze vertegenwoordigde haar vaderland op de Olympische Zomerspelen 2012 in Londen en op de Olympische Zomerspelen 2016 in Rio de Janeiro.

## Carrière
Bij haar internationale debuut, op de Pan Pacific kampioenschappen zwemmen 2010 in Irvine, eindigde Franklin als vierde op de 100 meter rugslag, als negende op de 200 meter rugslag en als tiende op de 50 meter rugslag. Daarnaast werd ze uitgeschakeld in de series van de 100 meter vrije slag en de 200 meter wisselslag. Op de wereldkampioenschappen kortebaanzwemmen 2010 in Dubai veroverde de Amerikaanse de zilveren medaille op de 200 meter rugslag. Daarnaast eindigde ze als vierde op de 100 meter rugslag, als zesde op de 200 meter wisselslag, als zevende op de 100 meter wisselslag en strandde ze in de halve finale van de 50 meter rugslag. Samen met Jessica Hardy, Christine Magnuson en Amanda Weir zwom ze in de series van de 4x100 meter wisselslag, in de finale sleepte Hardy samen met Natalie Coughlin, Rebecca Soni en Dana Vollmer de zilveren medaille in de wacht. Voor haar aandeel in de series ontving Franklin eveneens de zilveren medaille. Op de 4x200 meter vrije slag eindigde ze samen met Katie Hoff, Dagny Knutson en Dana Vollmer op de vierde plaats.
In Shanghai nam Franklin deel aan de wereldkampioenschappen zwemmen 2011. Op dit toernooi legde ze beslag op de wereldtitel op de 200 meter rugslag en veroverde ze de bronzen medaille op de 50 meter rugslag. Samen met Dagny Knutson, Katie Hoff en Allison Schmitt sleepte ze de wereldtitel in de wacht op de 4x200 meter vrije slag, op de 4x100 meter wisselslag legde ze samen met Natalie Coughlin, Rebecca Soni en Dana Vollmer beslag op de wereldtitel. Op de 4x100 meter vrije slag veroverde ze samen met Natalie Coughlin, Jessica Hardy en Dana Vollmer de zilveren medaille.
Tijdens de Olympische Zomerspelen van 2012 sleepte de Amerikaanse de gouden medaille in de wacht op zowel de 100 als de 200 meter rugslag, daarnaast eindigde ze als vierde op de 200 meter vrije slag en als vijfde op de 100 meter vrije slag. Samen met Dana Vollmer, Shannon Vreeland en Allison Schmitt werd ze olympisch kampioene op de 4x200 meter vrije slag, op de 4x100 meter wisselslag legde ze samen met Rebecca Soni, Dana Vollmer en Allison Schmitt beslag op de gouden medaille. Samen met Jessica Hardy, Lia Neal en Allison Schmitt veroverde ze de bronzen medaille op de 4x100 meter vrije slag.

### 2013-heden
In Barcelona nam Franklin deel aan de wereldkampioenschappen zwemmen 2013. Op dit toernooi veroverde ze 6 wereldtitels: individueel was ze de sterkste op de 100 en 200 meter rugslag en de 200 meter vrije slag. Samen met Natalie Coughlin, Shannon Vreeland en Megan Romano was ze de sterkste op de 4x100 meter vrije slag. Met Jessica Hardy, Dana Vollmer en Megan Romano won ze ook de 4x100 meter wisselslag, terwijl ze aan de zijde van Shannon Vreeland, Karlee Bispo en Katie Ledecky ook de 4x200 meter vrije slag won.
Tijdens de Pan-Pacifische kampioenschappen zwemmen 2014 in Gold Coast veroverde de Amerikaanse de bronzen medaille op de 100 meter rugslag, daarnaast eindigde ze als vierde op zowel de 100 meter vrije slag als de 200 meter rugslag en als negende op de 200 meter vrije slag. Op de 4x200 meter vrije slag legde ze samen met Shannon Vreeland, Leah Smith en Katie Ledecky beslag op de gouden medaille. Samen met Simone Manuel, Abbey Weitzeil en Shannon Vreeland sleepte ze de zilveren medaille in de wacht op de 4x100 meter vrije slag. Op de 4x100 meter wisselslag behaalde ze samen met Jessica Hardy, Kendyl Stewart en Simone Manuel de zilveren medaille.
Op de wereldkampioenschappen zwemmen 2015 in Kazan veroverde Franklin de zilveren medaille op de 200 meter rugslag en de bronzen medaille op de 200 meter vrije slag. Daarnaast eindigde ze als vijfde op de 100 meter rugslag en als zevende op de 100 meter vrije slag. Samen met Leah Smith, Katie McLaughlin en Katie Ledecky werd ze wereldkampioen op de 4x200 meter vrije slag. Op de 4x100 meter vrije slag legde ze samen met Margo Geer, Lia Neal en Simone Manuel beslag op de bronzen medaille. Samen met Jessica Hardy, Kendyl Stewart en Simone Manuel eindigde ze als vierde op de 4x100 meter wisselslag. Op de gemengde 4x100 meter vrije slag sleepte ze samen met Ryan Lochte, Nathan Adrian en Simone Manuel de wereldtitel in de wacht.
Tijdens de Olympische Zomerspelen van 2016 in Rio de Janeiro werd de Amerikaanse uitgeschakeld in de halve finales van zowel de 200 meter vrije slag als de 200 meter rugslag. Samen met Allison Schmitt, Melanie Margalis en Cierra Runge zwom ze in de series van de 4x200 meter vrije slag, in de finale veroverde Schmitt samen met Leah Smith, Madeline Dirado en Katie Ledecky de gouden medaille. Voor haar aandeel in de series ontving Franklin eveneens de gouden medaille.

## Internationale toernooien
| Jaar | Olympische Spelen | WK langebaan | WK kortebaan | PanPacs | Pan-Ams       |
| ---- | --- | --- | --- | --- | ------------- |
| 2010 | | | 14e 50m rugslag · 4e 100m rugslag · 200m rugslag · 7e 100m wisselslag · 6e 200m wisselslag · 4e 4x200m vrije slag · 4x100m wisselslag · Franklin zwom enkel de series | serie 100m vrije slag 10e 50m rugslag 4e 100m rugslag 9e 200m rugslag serie 200m wisselslag                                          |               |
| 2011 | | 50m rugslag · 200m rugslag · 4x100m vrije slag · 4x200m vrije slag · 4x100m wisselslag                                                                           | | | geen deelname |
| 2012 | 5e 100m vrije slag · 4e 200m vrije slag · 100m rugslag · 200m rugslag · 4x100m vrije slag · 4x200m vrije slag · 4x100m wisselslag | | geen deelname | |               |
| 2013 | | 4e 100m vrije slag · 200m vrije slag · 100m rugslag · 200m rugslag · 4x100m vrije slag · 4x200m vrije slag · 4x100m wisselslag                                   | | |               |
| 2014 | | | geen deelname | 4e 100m vrije slag · 9e 200m vrije slag · 100m rugslag · 4e 200m rugslag · 4x100m vrije slag · 4x200m vrije slag · 4x100m wisselslag | geen deelname |
| 2015 | | 7e 100m vrije slag · 200m vrije slag · 5e 100m rugslag · 200m rugslag · 4x100m vrije slag · 4x200m vrije slag · 4e 4x100m wisselslag · 4x100m vrije slag gemengd | | |               |
| 2016 | 13e 200m vrije slag · 14e 200m rugslag · 4x200m vrije slag · Franklin zwom enkel de series                                        | | geen deelname | |               |
| 2017 | | geen deelname | | |               |
| 2018 | | | geen deelname | geen deelname |               |

## Persoonlijke records
Kortebaan
| Afstand         | Tijd    | Datum            | Plaats       |
| --------------- | ------- | ---------------- | ------------ |
| 100m vrije slag | 52,09   | 23 oktober 2011  | Berlijn      |
| 200m vrije slag | 1.52,74 | 12 december 2015 | Indianapolis |
| 50m rugslag     | 27,48   | 18 december 2010 | Dubai        |
| 100m rugslag    | 56,73   | 23 oktober 2011  | Berlijn      |
| 200m rugslag    | 2.00,03 | 22 oktober 2011  | Berlijn      |
| 100m wisselslag | 59,44   | 23 oktober 2011  | Berlijn      |
| 200m wisselslag | 2.07,16 | 10 november 2009 | Stockholm    |

Langebaan
| Afstand         | Tijd    | Datum           | Plaats       |
| --------------- | ------- | --------------- | ------------ |
| 100m vrije slag | 53,36   | 1 augustus 2013 | Barcelona    |
| 200m vrije slag | 1.54,81 | 31 juli 2013    | Barcelona    |
| 50m rugslag     | 27,98   | 27 juni 2013    | Indianapolis |
| 100m rugslag    | 58,33   | 30 juli 2012    | Londen       |
| 200m rugslag    | 2.04,06 | 3 augustus 2012 | Londen       |
| 200m wisselslag | 2.11,69 | 3 augustus 2010 | Irvine       |